# Kosz (folder)

Kosz – mechanizm umożliwiający przechowywanie informacji o usuniętych przez użytkownika plikach z menadżera plików, ale nie usuniętych z systemu plików.  Kosz umożliwia użytkownikowi przeglądanie umieszczonych w nim plików, przywrócenie ich lub usunięcie ich na stałe z systemu plików (pojedynczo lub za pomocą polecenia „opróżnij kosz”). Kosz jest przedstawiany użytkownikowi jako folder systemowy dostępny w menedżerze plików i jest zazwyczaj umieszczany na pulpicie. Ikona posiada zazwyczaj rysunek kosza, a czasami niszczarki.